# Zeuxine exilis
Zeuxine exilis là một loài lan trong phân họ Orchidoideae. Nó là loài đặc hữu của Christmas Island, và lãnh thổ của Úc ở đông bắc Ấn Độ Dương.

### Sources
- Cochrane, Peter (Director of National Parks) (2002). Third Christmas Island National Park Management Plan (PDF). Commonwealth of Australia. ISBN 0 642 54828 9. {{Chú thích sách}}: Kiểm tra giá trị |isbn=: giá trị tổng kiểm (trợ giúp)
- Green, P. T.; Claussen, J.; & O'Dowd, D. J. (2010). "Lost for a century: rediscovery of the endemic Ridley's jewel orchid, Zeuxine exilis Ridl., on Christmas Island, Indian Ocean". Gardens' Bulletin (Singapore). Quyển 62. tr. 319–326.{{Chú thích tạp chí}}:  Quản lý CS1: nhiều tên: danh sách tác giả (liên kết)
- Ridley, H.N. (tháng 6 năm 1906). Journal of the Straits Branch of the Royal Asiatic Society. Quyển 45. tr. 236. {{Chú thích tạp chí}}: |title= trống hay bị thiếu (trợ giúp)
- "Christmas Island orchid rediscovered!". Christmas Island National Park News. Dept of Sustainability, Environment, water, Population and Communities, Australia. tháng 11 năm 2009. Truy cập ngày 18 tháng 11 năm 2010.